# Annitella apfelbecki
Annitella apfelbecki là một loài Trichoptera trong họ Limnephilidae. Chúng phân bố ở miền Cổ bắc.